# Sebaea teuszii
Sebaea teuszii là một loài thực vật có hoa trong họ Long đởm. Loài này được (Schinz) P.Taylor miêu tả khoa học đầu tiên năm 1963.